# الکساندر سارگی
الکساندر سارگی (انگلیسی: Alexander Sorge؛ زادهٔ ۲۱ آوریل ۱۹۹۳) بازیکن فوتبال اهل آلمان است.
از باشگاه‌هایی که در آن بازی کرده‌است می‌توان به باشگاه فوتبال لایپزیگ اشاره کرد.